# Pătârlagele
Pătârlagele (în trecut Pătârlagi) este un oraș în județul Buzău, Muntenia, România, format din localitățile componente Mușcel, Pătârlagele (reședința), Poienile, Sibiciu de Sus, Stroești, Valea Lupului, Valea Sibiciului și Valea Viei, și din satele Calea Chiojdului, Crâng, Fundăturile, Gornet, Lunca, Mănăstirea și Mărunțișu.
Se află în Masivul Ivănețu, lângă Buzău. Are o suprafață de 80,45 km². Populația este de 6.276 locuitori, determinată în 1 decembrie 2021, prin recensământ, chestionar.
A fost declarat oraș în 2004 (legea nr. 203 din 25 aprilie 2004).

## Toponimie
Una dintre teoriile privind proveninența numelui Pătârlagele pune acest nume pe seama prezenței cavalerilor teutoni (care au trecut Munții Carpați dinspre Țara Bârsei) în această zonă în perioada 1211-1225 cu ocazia războaielor purtate cu cumanii. Cavalerii teutoni se pare că au avut aici o tabără. Astfel numele ar proveni de la numele Peter (Petru) și lager (tabără, loc de popas).

## Așezare
Orașul se află în depresiunea Pătârlagele, de pe valea Buzăului. El este străbătut de șoseaua națională DN10, care leagă Buzăul de Brașov, precum și de calea ferată Buzău-Nehoiașu, deschisă în 1908, care leagă Pătârlagele de Buzău, cale ferată pe care diferitele localități componente ale orașului sunt deservite de stațiile Mărunțișu, Pătârlagele și Valea Sibiciului.
Pe DN10, circulă și mijloace rutiere de transport în comun ce leagă Pătârlagele de Buzău și Brașov, precum și autocare ce efectuează curse 
București-Ploiești-Vălenii de Munte-Cislău-Pătârlagele-Nehoiu.

## Demografie
Componența etnică a orașului Pătârlagele
     Români (90,77%)
     Alte etnii (0,41%)
     Necunoscută (8,81%)
Componența confesională a orașului Pătârlagele
     Ortodocși (90,01%)
     Alte religii (0,65%)
     Necunoscută (9,34%)
Conform recensământului efectuat în 2021, populația orașului Pătârlagele se ridică la 6.276 de locuitori, în scădere față de recensământul anterior din 2011, când fuseseră înregistrați 7.304 locuitori. Majoritatea locuitorilor sunt români (90,77%), iar pentru 8,81% nu se cunoaște apartenența etnică. Din punct de vedere confesional, majoritatea locuitorilor sunt ortodocși (90,01%), iar pentru 9,34% nu se cunoaște apartenența confesională.

## Politică și administrație
Orașul Pătârlagele este administrat de un primar și un consiliu local compus din 15 consilieri. Primarul, Ion Gherghiceanu[*], de la Partidul Social Democrat, este în funcție din 2008. Începând cu alegerile locale din 2024, consiliul local are următoarea componență pe partide politice:
|  | Partid                          | Consilieri | Componența Consiliului | Componența Consiliului | Componența Consiliului | Componența Consiliului | Componența Consiliului | Componența Consiliului | Componența Consiliului | Componența Consiliului |
|  | ------------------------------- | ---------- | ---------------------- | ---------------------- | ---------------------- | ---------------------- | ---------------------- | ---------------------- | ---------------------- | ---------------------- |
|  | Partidul Social Democrat        | 8          |                        |                        |                        |                        |                        |                        |                        |                        |
|  | Partidul Național Liberal       | 5          |                        |                        |                        |                        |                        |                        |                        |                        |
|  | Alianța pentru Unirea Românilor | 2          |                        |                        |                        |                        |                        |                        |                        |                        |

## Istoric
Prima atestare documentară a localității Pătârlagele datează din 1573 dar se pare că localitatea există încă din secolul al XII-lea.
În trecut, a făcut parte din fostul județ Săcuieni.
La începutul secolului al XIX-lea, așezarea era atestată ca reședință a vătafului de plai, iar la 1821, la fortificația Cetățeaua, s-a dus o luptă între turci și eteriști. La sfârșitul aceluiași secol, era reședința unei comune formată din cătunele Buruenești, Crângul, Crivineni, Fundăturile, Murătoarea, Orjani, Pătârlagele, Stroești și Valea-Viei, totalizând 2020 de locuitori, dintre care 140 erau elevi ai celor două școli, de la Valea-Viei și de la Pătârlagele. Satul Pătârlagele avea 600 de locuitori și 150 de case.
În perioada interbelică, Pătârlagele a fost reședința plășii Buzău din județul Buzău, acolo activând un spital de stat și un post telefonic. În 1950, comuna a devenit reședința raionului Cislău (al regiunii Buzău, și apoi al regiunii Ploiești). În 1968, a pierdut statutul de reședință administrativă de nivel intermediar, devenind o comună a județului Buzău, fiind comasată cu alte comune din zonă, preluând unele sate ale comunei Mlăjet și mare parte din satele comunei Mărunțișu. Comuna a continuat tendințele de urbanizare, fiind sediu judecătoresc, iar în 2004 a fost declarată oraș.

## Monumente istorice

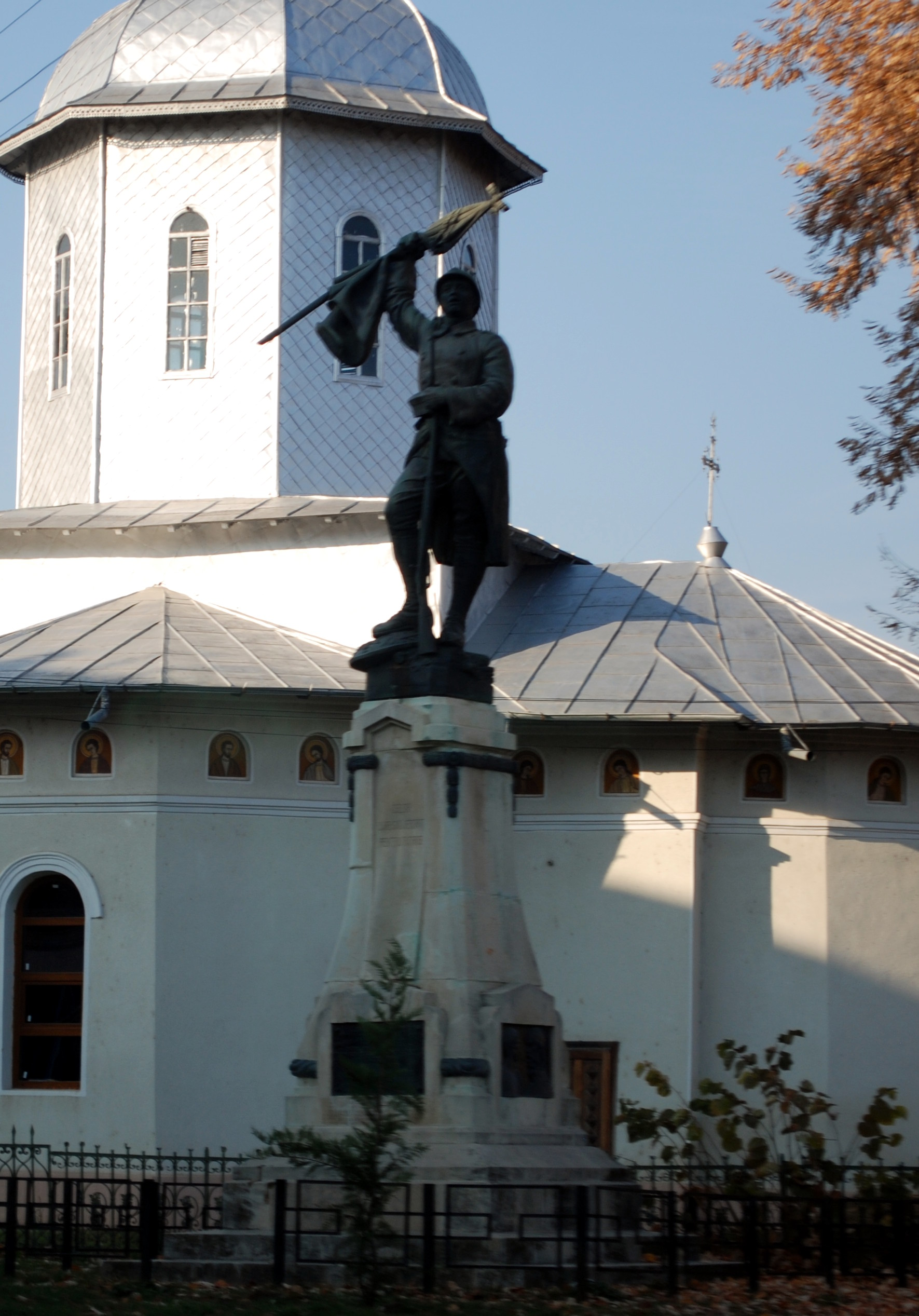
Monumentul eroilor din Pătârlagele

Nouă obiective din orașul Pătârlagele sunt incluse în lista monumentelor istorice din județul Buzău ca monumente de interes local.
Trei dintre acestea sunt situri arheologice. Situl de pe dealul Burdușoaia din Sibiciu de Sus, cuprinde o așezare din Epoca Bronzului (mileniile al III-lea–al II-lea î.e.n.), una din perioada Halstatt (secolele al VI-lea–al IV-lea î.e.n.), una din perioada Latène (secolele al V-lea î.e.n.–I e.n.), una medievală timpurie din secolele al VI-lea–al VII-lea și una din epoca migrațiilor (secolele al VII-lea–al VIII-lea). Situl de pe platoul Podei și de pe culmea Chichilău de la Valea Lupului cuprinde și el multiple așezări: una neolitică (mileniile al VI-lea–al V-lea î.e.n.), una din Epoca Bronzului (mileniile al III-lea–al II-lea î.e.n.), una din perioada Halstatt (secolele al XII-lea–al V-lea î.e.n.), una geto-dacică din secolul al II-lea î.e.n.–secolul I e.n., una din epoca migrațiilor (secolul al IV-lea e.n.), una medievală timpurie din secolele al VIII-lea–al XII-lea și una din secolele al XVIII-lea–al XIX-lea. Al treilea sit, de la Valea Viei, conține o așezare geto-dacică, o necropolă din Epoca Bronzului și o altă așezare din epoca migrațiilor (secolele al VI-lea–al VII-lea).
Alte cinci obiective sunt clasificate ca monumente de arhitectură: biserica de lemn „Sfântul Gheorghe” (secolul al XVIII-lea) din satul Gornet; biserica „Sfinții Voievozi” (secolul al XIX-lea) din satul Mărunțișu; biserica „Nașterea Maicii Domnului” (1794) din satul Sibiciu de Sus; biserica de lemn „Sfântul Dumitru” (1666) din Valea Muscelului; și hanul vechi (1870–1875) din satul Poienile. Un alt monument este clasificat ca monument funerar, este vorba despre crucea de piatră din secolul al XIX-lea, aflată în grădina lui C. Ruptureanu din Lunca.

## Personalități născute aici
- Ioan Jitianu (1867 - 1938), general;
- Irineu Mihălcescu (1874 - 1948), mitropolit al Moldovei;
- Radu Vlădescu (1886 - 1963), medic veterinar;
- Coca Andronescu (1932 - 1998), actriță.